# پوکاجاسا (اوروبامبا)
پوکاجاسا (به اسپانیایی: Pucajasa) یک کوه در پرو است که در Peru, Cusco Region واقع شده‌است. پوکاجاسا ۴٬۸۰۰ متر بالاتر از سطح دریا واقع شده‌است.